# غوراجوب قشلاق (مقاطعة دالاهو)
غوراجوب قشلاق (بالفارسية: گوراجوب قشلاق) هي قرية تقع في كرمانشاه في إيران. يقدر عدد سكانها بـ 57 نسمة بحسب إحصاء 2016.